# Северин Јањетовић
Северин Јањетовић (5. јун 2005) је босанскохерцеговачки поп, треп и р'н'б певач и музичар, који се прославио у такмичењу IDJ Show. Пореклом је из Бања Луке, а живи у Београду. На почетку каријере наступао је под псеудонимом Јанетц. Рођен је у Индији, а живео је у многим земљама света, пошто му је отац амбасадор.

## Дискографија

### Синглови
Дечије песме
- Зидај тата још два спрата (2012)[4] са Дамјаном Босанчићем, Ђурђевдански фестивал
- Требате нам док смо мали (2013) са Леном Ембер, Чаролија фестивал

Као део бојбенда 4YU
- Будало мала (2022)

Као соло извођач
- То то то (2020) са Јуицом
- Саг мир во (2020) са Пантером
- Афера (2020)
- Врати ме (2021)[5]
- Демони (2021)
- Демони 2 (2023)
- Сија ми (2023)
- Кад полудим (2024)